# Sausage Party
Sausage Party (bra: Festa da Salsicha; prt: Salsicha Party) é um filme americano-canadense de comédia de fantasia de aventura em computação gráfica para adultos de 2016 dirigido por Greg Tiernan e Conrad Vernon e escrito por Kyle Hunter, Ariel Shaffir, Seth Rogen e Evan Goldberg. Ele exibe as vozes de Seth Rogen, Kristen Wiig, Jonah Hill, Bill Hader, Michael Cera, James Franco, Danny McBride, Craig Robinson, Paul Rudd, Nick Kroll, David Krumholtz, Edward Norton e Salma Hayek. O filme, uma paródia de filmes da Disney e da Pixar, segue uma salsicha chamada Frank, que tenta descobrir a verdade sobre sua existência e faz uma jornada com seus amigos para escapar de seu destino, ao mesmo tempo em que enfrenta seu próprio inimigo.
Foi amplamente identificado como o primeiro filme de animação 3D a ser classificado como R pela MPAA. O corte grosso do filme estreou em 14 de março de 2016, no South by Southwest e o filme foi lançado de forma teatral nos Estados Unidos e no Canadá, em 12 de agosto de 2016, pela Columbia Pictures. O filme recebeu críticas positivas, com muitos particularmente elogiando o humor, o design de animação, a atuação de voz, o roteiro e a direção e tornou-se um ótimo sucesso na bilheteria com mais de US $ 140 milhões.

## Enredo
Num supermercado chamado Shopwell's, as comidas e demais produtos que lá vivem têm adoração pelos humanos, que vão lá para fazer compras e os levam para o Grande Além. Entre os produtos do supermercado está Frank, uma salsicha que sonha fazer sexo com sua namorada Brenda, um pão de cachorro-quente, quando ambos forem juntos para o Grande Além. Frank vive numa embalagem com seus melhores amigos Barry e Carl, que também anseiam pelo Grande Além.
As embalagens de Frank e Brenda são escolhidas juntas por uma cliente do Shopwell's, mas a celebração é afetada quando um frasco de mostarda – que havia sido comprado mas fora devolvido – diz a todos no carrinho que o Grande Além não é o que eles pensam. Antes de cometer suicídio, a mostarda diz a Frank para procurar o Aguardente, que supostamente possui conhecimento sobre o Grande Além, e pode lhe contar a verdade. O suicídio da mostarda cria uma colisão com outro carrinho, o que faz com que diversos produtos caiam no chão: Frank, Brenda, um lavash chamado Kareem, uma rosquinha chamada Samuel e o agressivo Chuca, a Ducha. O tubo de Chuca é danificado na queda, e ele culpa Frank. Quando Chuca é descartado por Darren, um funcionário do supermercado, ele escapa do latão de lixo e jura vingança.
Com o resto dos produtos tendo sido comprados e levados, Frank segue rumo ao corredor das bebidas para encontrar Aguardente, conforme indicado pela mostarda, com Chuca em seu encalço. Os outros que caíram do carrinho tentam voltar às suas prateleiras, que eles não sabem onde ficam. No caminho, eles encontram um taco chamado Teresa, uma lésbica que expressa excitação por Brenda. Frank encontra o Aguardente e aprende como os produtos são, na verdade, comprados e comidos, e que o Grande Além foi uma invenção do Aguardente para trazer a paz para o supermercado, que antigamente vivia em terror porque todos os produtos conheciam seu destino. Frank não acredita, mas é encorajado a ir até o corredor além do freezer para encontrar uma prova.
Enquanto isso, Barry, Carl e o resto dos produtos que foram levados ficam horrorizados ao ver os outros sendo mortos, cozidos e comidos. Barry e Carl tentam escapar, mas Carl é morto, enquanto Barry cai da janela e sai sozinho pelo mundo. Ele cruza com um homem viciado em drogas que carrega uma sacola do Shopwell's, a ansiando voltar para o supermercado, ele acaba adentrando a casa do homem. Após consumir drogas, o homem torna-se capaz de ver e se comunicar com Barry e outros produtos, e entra em pânico. Após acordar, o homem acredita que teve um pesadelo e tenta cozinhar Barry numa panela. Barry escapa e foge junto com os outros produtos – entre eles Chiclete, uma goma de mascar velha e inteligente que assemelha-se a Stephen Hawking –, mas eles acabam causando um acidente que resulta na decapitação do homem.
De volta ao supermercado, Frank e os outros que caíram do carrinho se reencontram, e ele lhes conta que pretende viajar até o corredor além do freezer para aprender mais sobre os humanos e o Grande Além. Brenda desaprova seu ceticismo e volta para o corredor sem ele, enquanto rejeita as investidas sexuais de Teresa devido às leis de deus, que diz que um pão foi feito para uma salsicha. Frank chega ao corredor além do freezer e, após folhear um livro de receitas, comprova a verdade dita pelo Aguardente. Ele arranca uma página do livro e a mostra a todo o supermercado, que inicialmente entra em pânico, mas depois escolhe não acreditar nele. Frank reencontra Barry, que está de volta ao supermercado com novos amigos. Barry traz consigo a cabeça decapitada do homem, e revela que é possível matar os humanos e também se comunicar com eles, desde que eles estejam drogados.
O grupo elabora um plano para espetar os humanos com palitos de dente embebidos em drogas, de modo que todos vejam as comidas. Quando os humanos entram em pânico e começam a matar todas as comidas, Frank pede desculpas a todo o supermercado por não respeitar suas crenças, e faz um discurso que inspira as comidas a reagirem, iniciando uma batalha. Chuca aparece e ataca Darren, tomando controle sobre ele ao se inserir em seu ânus. As comidas conseguem matar Chuca, Darren e os demais humanos. Em celebração, as comidas fazem uma orgia gigante.
Logo eles são informados por Aguardente e Chiclete que, na verdade, nenhum deles existe, e que eles são meramente personagens de desenho animado manipulados por humanos em outra dimensão. Chiclete revela um portal desenvolvido por ele que pode levá-los à esta outra dimensão, e as comidas decidem ir encontrar seus criadores.

## Elenco
- Seth Rogen como Frank e Sargento Pimenta
- Kristen Wiig como Brenda
- Michael Cera como Barry
- Bill Hader como Aguardente, José Tequila e El Guaco
- Jonah Hill como Carl
- James Franco como Viciado
- David Krumholtz como Kareem-Abdul Lavash
- Edward Norton como Samuel Bagel Jr.
- Nick Kroll como Chuca, a ducha
- Paul Rudd como Darren
- Conrad Vernon como Rolo de Papel
- Craig Robinson como Sêmula
- Danny McBride como Mostarda com mel
- Scott Underwood como Twink, Chiclete, Fritas Krinkler e Pizza
- Salma Hayek como Teresa del Taco
- Maryke Hendrikse como Loretta
- Lauren Miller como Camille Toh
- Anders Holm como Troy

### Dubladores brasileiros
A dublagem brasileira foi realizada pelo estúdio Delart e contou com uma adaptação de texto feita pelo grupo Porta dos Fundos.
- Guilherme Briggs como Frank
- Sylvia Salustti como Brenda
- Gregório Duvivier como Barry
- Márcio Simões como Aguardente
- Rodrigo Antas como Carl
- Rafael Portugal como Viciado
- Hércules Franco como Kareem-Abdul Lavash
- Alexandre Moreno como Samuel Bagel Jr.
- Ronaldo Júlio como Sêmula
- Luis Lobianco como Chuca, a ducha
- Jorge Lucas como Darren
- Fábio Porchat como Twink
- Mabel Cezar como Teresa del Taco
- Antonio Tabet como Chiclete
- Reginaldo Primo como Mostarda com Mel
- João Vicente de Castro como José Tequila
- Karina Ramil como Loretta
- Gabriel Totoro como Saco de Ração para Cachorros e Fritas Krinkler
- Thati Lopes como Camille Toh
- Raphael Rossatto como Troy
- Vagner Fagundes como Barry (Dublavideo)
- Adriana Torres como mini cenouras

### Dobradores portugueses
- Gustavo Teixeira como Frank
- Maria Camões como Brenda
- Margarida Cardeal como Barry
- Miguel Sá Monteiro como Aguardente
- Rui Quintas como Carl
- Vasco Machado como Viciado

## Controvérsias

### Trailer explícito
Durante a divulgação do filme, foram feitas versões censuradas e explícitas dos trailers. Um dos trailers explícitos foi exibido por engano antes do filme infantil Finding Dory na cidade estadunidense de Concord (Califórnia), em meados de junho. O cinema pediu desculpas pelo incidente, enquanto Seth Rogen disse que "ganhou o dia" em sua conta do Twitter.

### Más condições de trabalho
Os animadores do filme denunciaram condições de trabalho escravo contemporâneo durante o processo de produção.

## Lançamentos
| País                                                                                          | Data de Lançamento |
| --------------------------------------------------------------------------------------------- | ------------------ |
| Estados Unidos                                                                                | 14/03/2016         |
| Canadá                                                                                        | 30/07/2016         |
| Colômbia Geórgia Israel Coreia do Sul                                                         | 11/08/2016         |
| Bulgária Polónia Roménia                                                                      | 12/08/2016         |
| Bélgica Suécia                                                                                | 17/08/2016         |
| Albânia Eslovênia                                                                             | 18/08/2016         |
| Estónia Letónia                                                                               | 26/08/2016         |
| Reino Unido Irlanda                                                                           | 02/09/2016         |
| Azerbaijão Bielorrússia Dinamarca Croácia Cazaquistão Macedônia do Norte Países Baixos Rússia | 08/09/2016         |
| Noruega África do Sul                                                                         | 09/09/2016         |
| Portugal                                                                                      | 15/09/2016         |
| Lituânia                                                                                      | 16/09/2016         |
| Suíça                                                                                         | 24/09/2016         |
| Filipinas                                                                                     | 28/09/2016         |
| Chipre Grécia                                                                                 | 29/09/2016         |
| Brasil Alemanha Hungria Singapura Ucrânia                                                     | 06/10/2016         |
| Áustria Espanha México                                                                        | 07/10/2016         |
| Chile Peru                                                                                    | 20/10/2016         |
| Finlândia                                                                                     | 21/10/2016         |
| Argentina Uruguai                                                                             | 27/10/2016         |
| Itália                                                                                        | 31/10/2016         |
| Japão                                                                                         | 04/11/2016         |
| Hong Kong                                                                                     | 10/11/2016         |
| Taiwan                                                                                        | 11/11/2016         |
| França                                                                                        | 30/11/2016         |
| Tailândia                                                                                     | 29/12/2016         |